# شر (رود)
 شر رودی است در مرکز کشور فرانسه که به رودخانه لوار می‌‌پیوندد. طول آن ۳۶۷/۸کیلومتر (۲۲۸/۵ مایل) و مساحت حوضه آبریز آن ۱۳۷۱۸کیلومتر مربع (۵۲۹۷ مایل مربع) است.